# Серафимовська сільська рада
Серафи́мовська сільська рада (рос. Серафимовский сельский совет) — муніципальне утворення у складі Туймазинського району Башкортостану, Росія. Адміністративний центр — село Серафимовський.
Станом на 2002 рік існувала Серафимовська селищна рада (смт Серафимовський), село Серафимовка перебувало у складі Ніколаєвської сільради.

## Населення
Населення — 9243 особи (2019, 10022 у 2010, 10499 у 2002).

## Склад
До складу поселення входять такі населені пункти:
| Населений пункт      | Населення, осіб (2002) | Населення, осіб (2010) |
| -------------------- | ---------------------- | ---------------------- |
| Серафимовка, село    | 159                    | 209                    |
| Серафимовський, село | 10340                  | 9813                   |